# Ole Ritter
Ole Ritter (Slagelse, Sjælland, 29 d'agost de 1941) és un ciclista danès, ja retirat, que fou professional entre 1967 i 1978. Combinà el ciclisme en pista, en què destaca una medalla de plata al Campionat del món de persecució de 1968, amb la carretera. El 1964 va prendre part en els Jocs Olímpics d'Estiu de Tòquio, on disputà dues proves del programa de ciclisme.
El 1968, a Ciutat de Mèxic, va batre el rècord de l'hora en córrer 48,653 km. Aquest rècord va ser vigent durant quatre anys, quan Eddy Merckx va recórrer 49,431 km.
En carretera destaquen tres victòries d'etapa al Giro d'Itàlia, el 1967, 1969 i 1971.

## Palmarès
- 1967
  - Vencedor d'una etapa al Giro d'Itàlia
- 1968
  - Rècord de l'hora amb 48 km 653 m
  - 1r al Trofeu Matteotti
  -  Medalla de plata al Campionat del món de persecució
- 1969
  - Vencedor d'una etapa al Giro d'Itàlia
  - Vencedor d'una etapa al Giro de Sardenya
- 1970
  - 1r al Gran Premi de Lugano
  - 1r al Gran Premi de la indústria de Belmonte-Piceno
  - Vencedor d'una etapa de la París-Niça
- 1971
  - Vencedor d'una etapa al Giro d'Itàlia
  - Vencedor d'una etapa al Giro de Sardenya
- 1974
  - 1r al Gran Premi de Lugano
  - Vencedor d'una etapa de la Volta a Llevant
  - Vencedor d'una etapa del Giro de la Pulla
  - 1r als Sis dies de Herning, amb Léo Duyndam
- 1975
  - 1r als Sis dies de Herning, amb Léo Duyndam
- 1976
  - Campió d'Europa de derny
- 1977
  - 1r als Sis dies de Copenhaguen, amb Patrick Sercu

### Resultats al Tour de França
- 1975. 47è de la classificació general

### Resultats al Giro d'Itàlia
- 1967. Abandona. Vencedor d'una etapa
- 1968. 4è de la classificació general
- 1969. Abandona (20a etapa). Vencedor d'una etapa
- 1970. 9è de la classificació general
- 1971. 24è de la classificació general. Vencedor d'una etapa
- 1972. 11è de la classificació general
- 1973. 7è de la classificació general
- 1974. Abandona (14a etapa)
- 1976. Abandona (9a etapa)